# Pyeongchang-eup
Pyeongchang-eup (koreanska: 평창읍, 平昌邑) är en köping i kommunen Pyeongchang-gun i provinsen Gangwon i den norra delen av Sydkorea, 130 km öster om huvudstaden Seoul. 